# 公孙锥
公孙锥（学名：Castanopsis tonkinensis）为壳斗科锥属下的一个种。种加名 tonkinensis 意为越南“东京的”。